# Penisa albigrisea
Penisa albigrisea là một loài bướm đêm trong họ Noctuidae.